# Rovňany
Rovňany (allemand : Raune,  hongrois : Ipolyróna) est un village de Slovaquie situé dans la région de Banská Bystrica.

## Histoire
La première mention écrite du village date de 1430.

## Démographie

### Évolution de la population
| Année:               | 1994. | 2004.   | 2014.   | 2024.   |
| -------------------- | ----- | ------- | ------- | ------- |
| Nombre de personnes: | 292   | 278     | 262     | 239     |
| Différence:          |       | -4,79 % | -5,75 % | -8,77 % |

| Année:               | 2023. | 2024.   |
| -------------------- | ----- | ------- |
| Nombre de personnes: | 244   | 239     |
| Différence:          |       | -2,04 % |